# Mostriciattoli
Mostriciattoli (Howling VI: The Freaks) è un film del 1991 diretto da Hope Perello, sesto episodio di una saga iniziata nel 1981 con L'ululato.

## Trama
Nella piccola comunità di Canton Bluff si trasferisce un ragazzo di nome Ian. Per mantenersi si occupa di piccoli lavoretti soprattutto per la Chiesa locale. Un giorno però il Signor Harker scopre che Ian è un licantropo e lo costringe a lavorare per lui come fenomeno da baraccone per il suo circo.

## Saga
Mostriciattoli ha avuto due sequel:
- Howling: New Moon Rising (1995) (inedito in Italia)
- The Howling: Reborn - Il risveglio dei licantropi (The Howling Reborn) (2011)